# 晁瑮
晁瑮（1507年—1560年），字君石，號春陵，晚號鏡湖，直隸大名府開州人，匠籍，明朝政治人物。

## 生平
嘉靖十九年（1540年）庚子科順天鄉試第一百十七名舉人，二十年（1541年）聯捷辛丑科進士。選翰林院庶吉士，二十二年（1543年）十月授翰林院檢討。三十三年丁父憂，三十五年服闋，筑水云庄一区于镜湖之滨，家居数年，起復原职，三十八年（1559年）八月以九年秩滿，升翰林院修撰，九月升司經局洗馬，管國子監司業事，不久，摄祭酒事。三十九年四月卒，享年五十四。著有《鏡湖遺稿》藏于家。

## 家族
曾祖晁信；祖父晁；父晁德龍，封翰林院檢討。前母趙氏；母劉氏；繼母徐氏。子晁東周、晁東吳、晁東楚。

## 著作
晁瑮曾與子晁东吴合著《宝文堂书目》，是中国古代目录学史上的重要著作。另撰《新修清丰县志》十六卷。